# Mesosa mima
Mesosa mima är en skalbaggsart som först beskrevs av Thomson 1868.  Mesosa mima ingår i släktet Mesosa och familjen långhorningar. Inga underarter finns listade i Catalogue of Life.